# Parc Ela

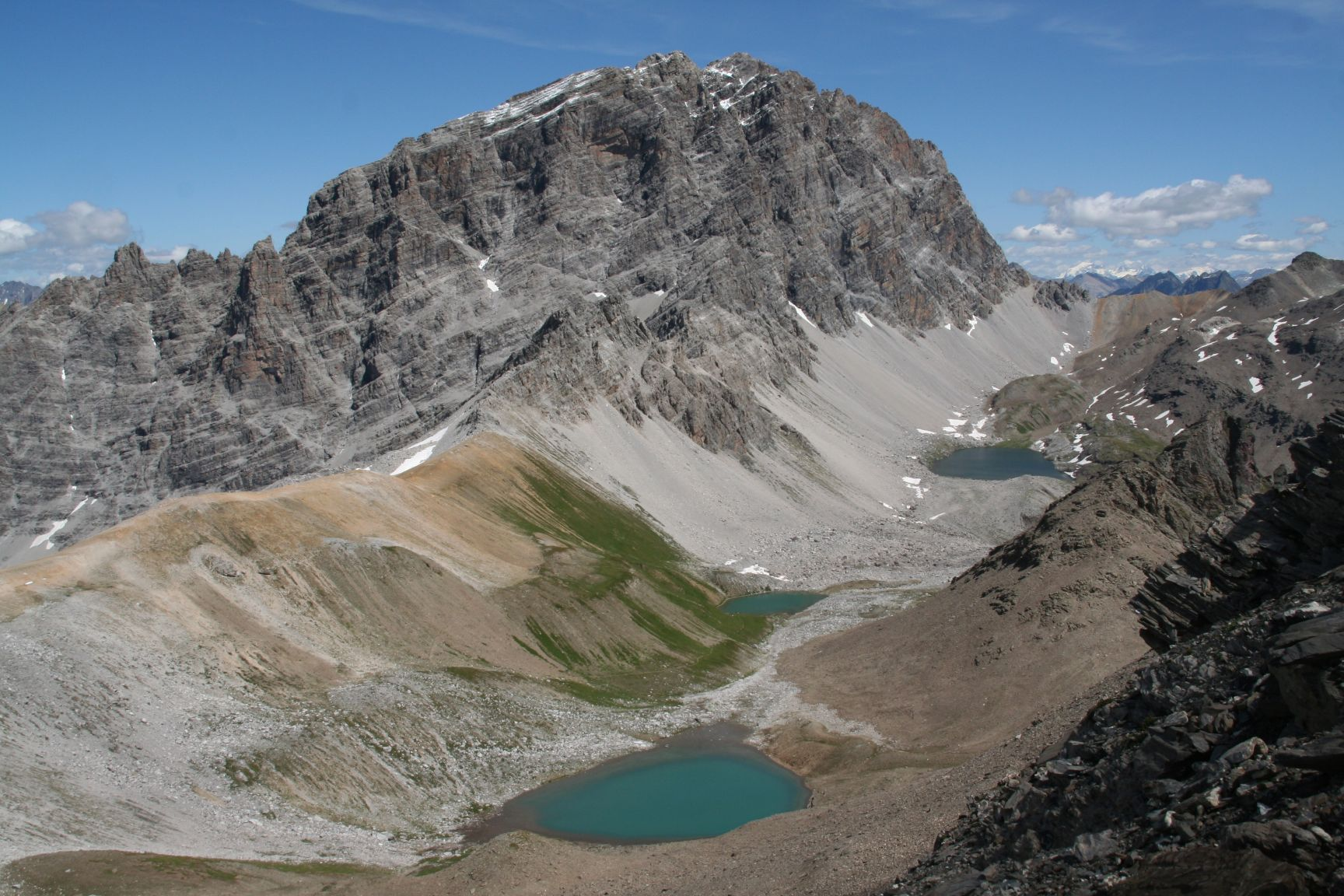
Piz Ela

Der Parc Ela im Kanton Graubünden ist der grösste regionale Naturpark der Schweiz. Namensgeber ist der Piz Ela zwischen dem Albulatal und dem Oberhalbstein.

## Lage und Kennzahlen
Der Parc Ela liegt in Mittelbünden und umfasst sechs Gemeinden mit insgesamt rund 5'700 Einwohnerinnen und Einwohnern in den Talschaften Albula und Oberhalbstein, namentlich Albula/Alvra, Bergün Filisur, Lantsch/Lenz, Schmitten, Surses sowie die Fraktion Wiesen der Gemeinde Davos. Besonders ist, dass sich der Naturpark mitten in der Passlandschaft von Albulapass, Julier und Septimer befindet. Den seit der Bronzezeit benutzten Passübergängen ist ein reiches kulturelles Erbe zu verdanken: Mittelalterliche Burgen, romanische und barocke Kirchen sowie unter anderem zehn Ortsbilder von nationaler Bedeutung.
Der geographisch tiefste Punkt liegt in der Schinschlucht mit 745 Metern, der höchste Punkt ist der Piz Kesch auf 3418 Meter.
Das Gebiet des Parc Ela umfasst 659 Quadratkilometer, 200 davon sind unberührte Natur. Die Parkfläche ist unterteilt in 57 % Landschaftsschutzfläche, 1 % Siedlungsfläche, 39 % unbewirtschaftete Fläche, 31 % Landwirtschaftsfläche sowie 27 % Waldfläche.
Im Park werden offiziell drei Sprachen gesprochen: Deutsch, Romanisch und Italienisch. Der Anteil romanisch sprechender Personen beträgt ein Drittel (Idiom: Surmiran). Der Pflege des Romanischen wird eine besondere Bedeutung zugemessen, um diese Sprache zu erhalten und zu pflegen.

## Natur und Landschaft
Die Landschaft im Parc Ela ist reich an vielfältigen Lebensräumen über alle Höhenstufen. Oberhalb der Waldgrenze bieten ausgedehnte Flachmoore ein Rückzugsgebiet für seltene Tier- und Pflanzenarten. Im Albulatal bildet eine vielfältige Heckenlandschaft ein wertvolles Lebensraummosaik, in dem Feldhasen, Schlingnattern, Bergeidechsen und viele Insekten leben. Obwohl die Parkfläche nur gut ein Prozent der Schweiz ausmacht, kommen im Parc Ela ein Drittel der Schweizer Insektenarten vor, davon 200 gefährdete Arten. Wie überall in den Alpen befinden sich die Gletscher im Parc Ela auf dem Rückzug. Noch prägen Gletscher und Firnfelder das karge Kesch-Ducan-Gebiet, eine Landschaft von nationaler Bedeutung bei Bergün Filisur. Weitere kleinere Gletscher findet man am Piz Platta und am Piz d'Err.
Fauna
- Über 70 Säugetiere, darunter grosse Bestände an Steinwild, Hirschen (3'000 Rothirsche) und Rehen.
- Vielfältige Vogelwelt: Greifvögel wie Bartgeier, Steinadler, Milan oder Falken, zahlreiche Singvögel-Arten wie Rot- und Braunkehlchen, Meisen, Finken u. v. a. sowie Auer- und Birkhühner
- 4 Amphibien- und 6 Reptilienarten wie etwa die Kreuzotter
- Insekten: Honig- sowie rund 50 Wildbienen-Arten, 135 von schweizweit rund 240 Tagfalter-Arten, unzählige Käferarten

Flora
- 3 Moorlandschaften von nationaler Bedeutung: Alp Flix, Alp da Stierva, Val da Sett
- 4 Naturwaldreservate im Parc Ela: Naturwald Val Faller, Crap Alv-Ervedi, Crap Furò und La Niva. Diese werden nicht mehr bewirtschaftet und damit deren Entwicklung der Natur überlassen
- Reiche Blumenwelt, Besonderheit im Naturpark ist der Orchideenreichtum 40 Orchideen-Arten

Saurierspuren: Mitten im Parc Ela (an den drei Bergünerstöcken Piz Ela, Tinzenhorn und Piz Mitgel) haben vor 200 Millionen Jahren Saurier ihre Spuren hinterlassen. Die fossilen Fussabdrücke von Raubsauriern auf dem Gipfel des Piz Ela sind die ältesten und höchstgelegenen der Welt. Ein Besuch der Saurierspuren ist jedoch nur für Personen mit Bergerfahrung möglich.

## Sehenswürdigkeiten und Aktivitäten
Neben der vielfältigen Landschaft sind historische Dorfkerne und geschichtsträchtige Bauten im Naturpark besonders sehenswert. Eine Auswahl:
- Zehn Dörfer mit einem Ortsbild von nationaler Bedeutung: Ausschlaggebend für diese Auszeichnung sind die topografischen, räumlichen und architekturhistorischen Qualitäten, wie z. B. Verhältnis der Bauten untereinander und zwischen den Gebäuden. Über den Albulapass fand auch der Baustil der sogenannten «Engadinerhäuser» den Weg ins Albulatal, verziert mit der Sgraffito-Technik. Ausgezeichnet wurden: Alvaneu, Alvaschein, Bergün, Brienz/Brinzauls, Filisur, Latsch, Riom, Salouf, Stierva, Stugl.
- UNESCO-Welterbe Rhätische Bahn (RhB): Die mehr als 100 Jahre alte Bahnstrecke über Albula- und Berninapass ist bezüglich Bautechnik und Linienführung eine Meisterleistung. Seit Juli 2008 zählen die Albula- und Berninalinien der Rhätischen Bahn zum UNESCO-Welterbe. Mit den 65 m hohen Pfeilern ist das Landwasserviadukt eine der elegantesten Brückenkonstruktionen in Graubünden und das meistfotografierte Bauwerk der RhB. Das imposante Wiesnerviadukt ist mit rund 90 Metern Höhe und 210 Metern Länge die grösste Mauerwerksbrücke der RhB.
- Kesch-Ducan-Gebiet:  Ist als Gebiet von nationaler Bedeutung geschützt. Darin befindet sich der Piz Kesch (3417 m). Zwischen dem Porchabella-Gletscher und der KeschHütte SAC liegt ein sich ständig wechselndes Gletschervorfeld.
- Val Faller:  Ein Seitental des Surses bei Mulegns, genannt auch das "stille Tal". Im Naturwaldreservat östlich vom Weiler Tga wächst auf 31,4 Hektaren ein reiner Lärchenwald mit wenigen Fichten und Arven. Im oberen Waldgürtel, wo sich der Wald in Einzelbäume auflöst, leben Birkhühner.
- Kirche St. Peter Mistail:  Die ehemalige Klosterkirche wurde um 800 in der Zeit Karls des Grossen erbaut. Charakteristisch für die karolingische Kirche sind der ungegliederte, flach gedeckte Kirchensaal sowie die drei original erhaltenen Apsiden.
- Weitere Highlights:  Die Moorlandschaft Alp Flix, die Wallfahrtskirche Ziteil oberhalb Munter, der wunderschön gelegene See "Lai da Palpuogna" u. v. m.
- Über 1000 km Wanderwege: Dazu gehören Spazierwege in Dorfnähe, Themenwege wie die Exploratour (Geologie) und die FiliTour (Geschichte Engadinerhäuser) sowie Tages- und Mehrtagswanderungen wie die Via Sett. Auch führt die nationale Route 6, der Alpenpässe-Weg von der Fuorcla d'Agnel (2982 m ü. M.) bis zu einem unbenannten Pass (2453 m ü. M.) bei Falotta durch den Naturpark.
- Parc Ela Trek: Seit Sommer 2023 kann der Parc Ela auf einem Fernwanderweg in 17 Etappen auf Alpstufe fast ganz umrundet werden. Der Trek verläuft grösstenteils auf über 2000 m. ü. Meer: von Tiefencastel nach Stierva, Radons, Plang Faller, Juf, auf den Septimer, den Julierpass, auf die Alp Flix, die Alp d’Err, zur Ela Hütte, nach Preda Bergün, zur Es-cha- und Keschhütte, ins Sertig, nach Stuls, Jenisberg, auf die Wiesner Alp, die Alp Sanaspans nach Lenzerheide. Der Trek verläuft auf bestehenden Wanderwegen und ist nicht zusätzlich bezeichnet.[1]
- Tourismus-Region:  Im Parc Ela befinden sich die Tourismusdestinationen Savognin Bivio Albula sowie Bergün Filisur. Gleich angrenzend an den Park liegen zudem die Destinationen Lenzerheide, das Engadin, Davos Klosters und Viamala. Damit gibt es ein breites Angebot an Aktivitäten im Bereich Sport, Kultur und Erholung. Als Regionaler Naturpark engagiert sich der Parc Ela hier, um den natur- und kulturnahen Tourismus auszubauen und die lokalen Produzentinnen, Gastgeber und Produkte zu stärken – mit Exkursionen, nachhaltig gestalteten Events und verschiedenen Projekten.

## Geschichte
Am 23. Juni 2012 hat der Park das Label als Regionaler Naturpark von nationaler Bedeutung von Bund erhalten. Das Parklabel wird wie bei allen Schweizer Naturpärken befristet für 10 Jahre vergeben.
Aufbauphase 2005–2008
- Am 31. Mai 2005 wurde der Verein Parc Ela gegründet. Träger ist der gleichnamige Verein, der sich das Parkkonzept umsetzt und weiterentwickelt. Mitglieder sind Privatpersonen und alle Parkgemeinden.
- Die Bevölkerung in 21 Gemeinden stimmt einer 4-jährigen Probephase zu.
- Im ersten operativen Jahr 2006 setzt der Verein Parc Ela den Schwerpunkt auf die Bekanntmachung des Naturparks in der Öffentlichkeit. 2007 folgen erste grosse Projekte und Anlässe.

Kandidaturphase 2009–2011
- Im Spätsommer 2008 anerkennt der Bund den Parc Ela als Kandidaten für einen regionalen Naturpark und beschliesst die finanzielle Unterstützung des 4-jährigen Probebetriebs bis Ende 2011.
- Die Gemeindeversammlungen aller 21 Gemeinden stimmen der Kandidaturphase zu.
- Bund und Kanton unterstützen Projekte in den drei Bereichen «Wirtschaft», «Natur, Kultur und Landschaft» sowie «Umweltbildung». Alle drei braucht es, um nachhaltig Erfolg als Naturpark zu haben.

1. Betriebsphase (2012–2021)
- Im Herbst 2010 stimmt die Bevölkerung aller Parkgemeinden über die Zukunft des Parc Ela ab. 19 von 21 entschieden sich, Teil des Naturparks zu sein. Zwei Gemeinden (Riom-Parsonz und Tinizong-Rona) entscheiden sich dagegen, weil sie Einschränkungen fürchten.
- Seit 2012 trägt der Parc Ela offiziell das Label «Regionaler Naturpark von nationaler Bedeutung».

2. Betriebsphase (2022–2031)
- Im vierten Quartal 2020 und in den ersten Monaten von 2021 haben alle sechs Parkgemeinden (aufgrund von Gemeindefusionen sind es nur noch 6 statt 19 Gemeinden; dafür gehören auch die Territorien der ehemaligen Gemeinden Riom-Parsonz und Tinizong-Rona dazu, die Teil der fusionierten Gemeinde Surses sind) beschlossen, dass der Parc Ela weiterbestehen soll und sich die Region dafür beim Bund bewirbt.[4] Die Mitgliederversammlung des Vereins Parc Ela befand am 24. März 2021 über den Parkvertrag und verabschiedete das Gesuch mit dem Managementplan 2022–2031. Nach eingehender Prüfung wurde im Juli 2021 vom Bundesamt für Umwelt das Gesuch genehmigt und das Parklabel für weitere 10 Jahre verliehen.[5]